# John Alexander Low Waddell

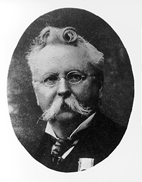
John Alexander Low Waddell

John Alexander Low Waddell  (* 14. Januar 1854 in Point Hope, Ontario; † 3. März 1938 in New York City) war ein US-amerikanischer Bauingenieur, bekannt für seine Hubbrücken.

## Biografie

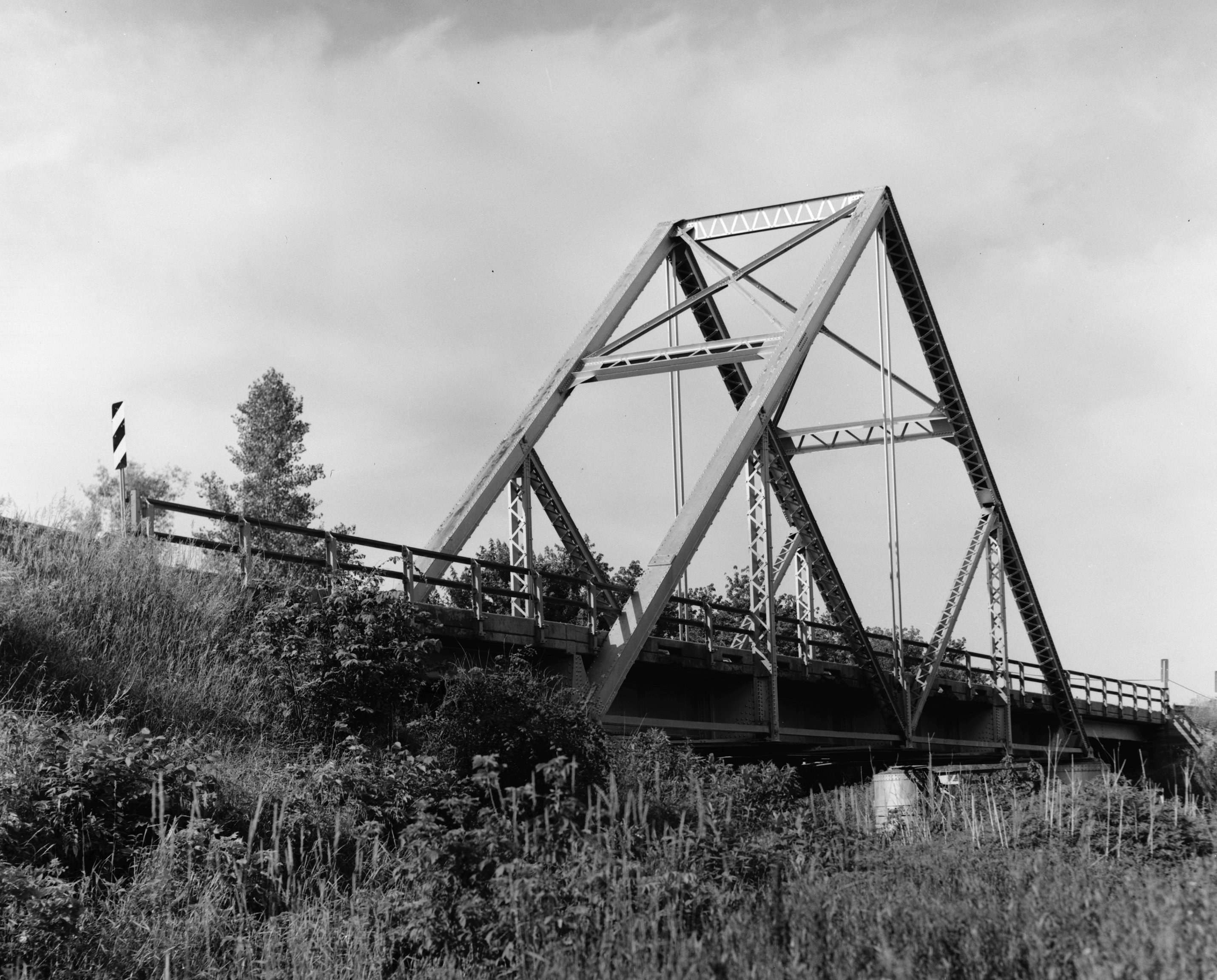
Waddell A Truss Bridge (1898)

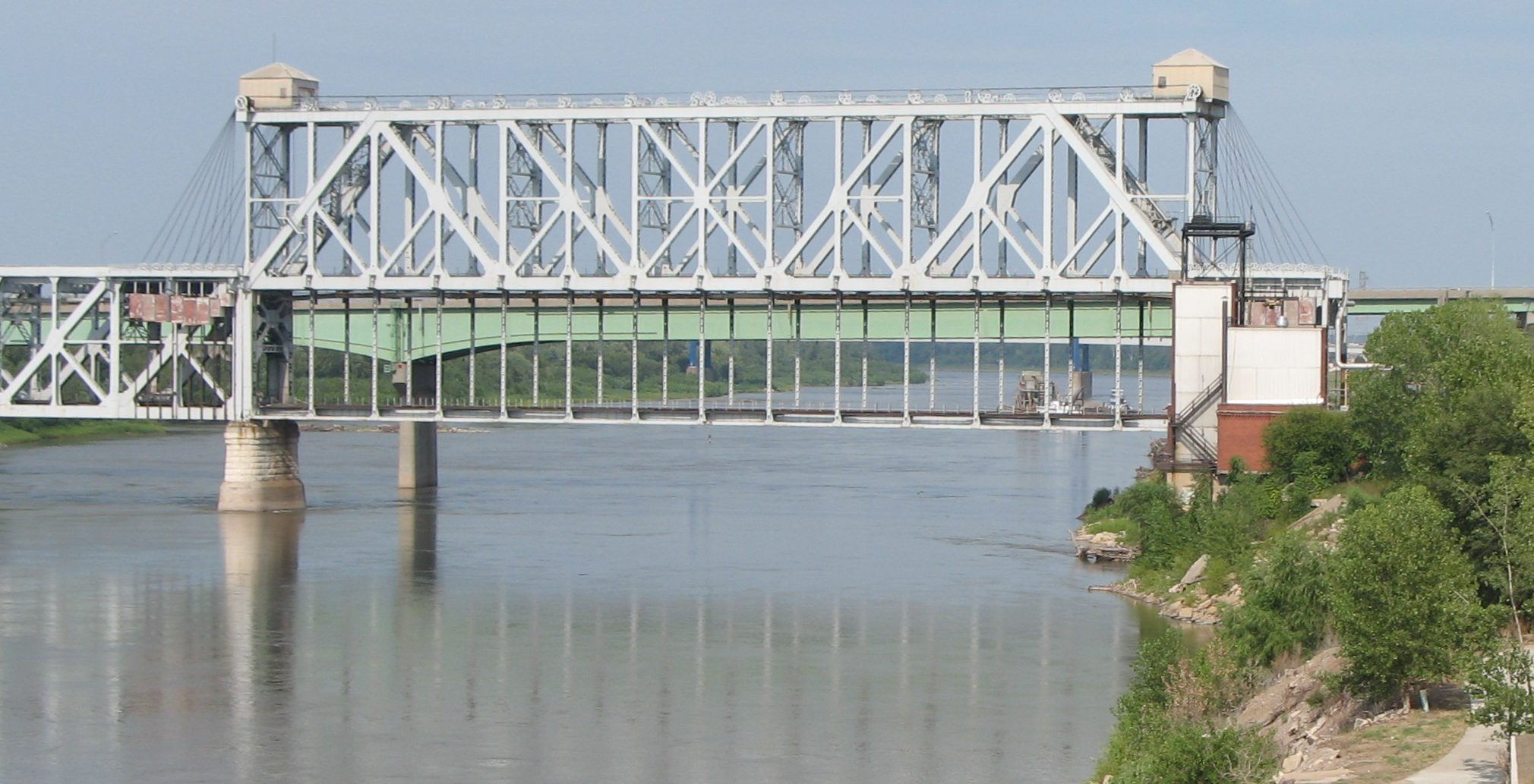
ASB Bridge in Kansas City (1911)

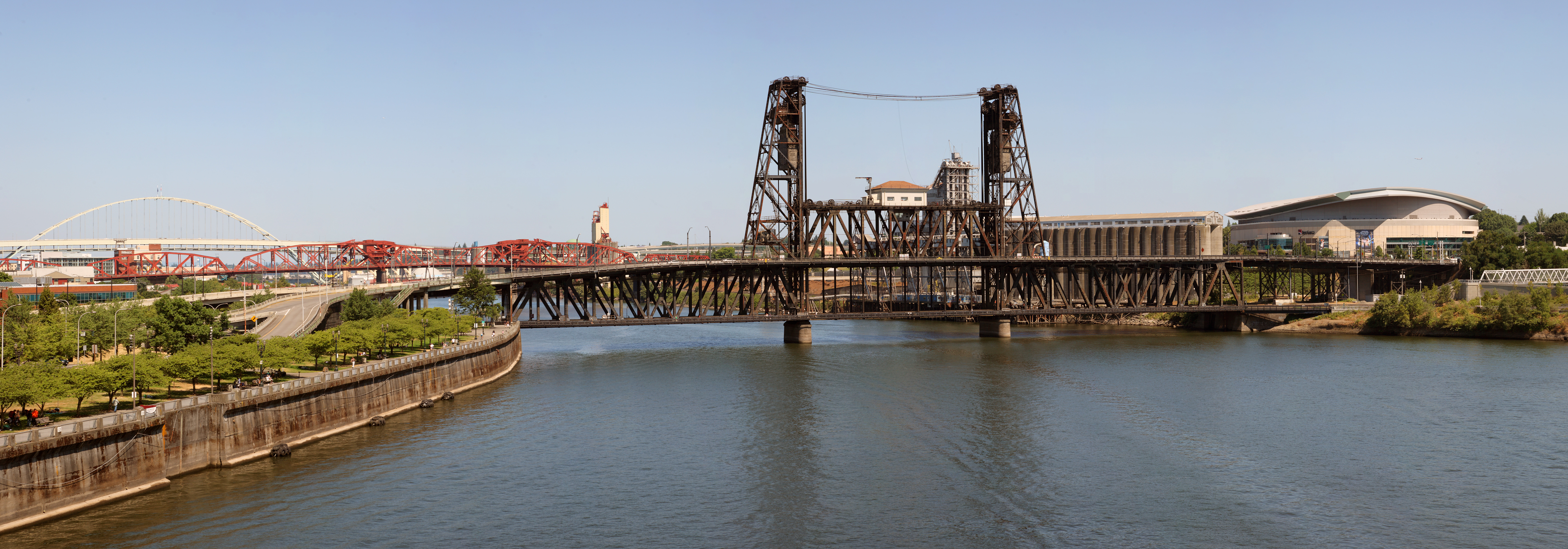
Steel Bridge in Portland (1912)

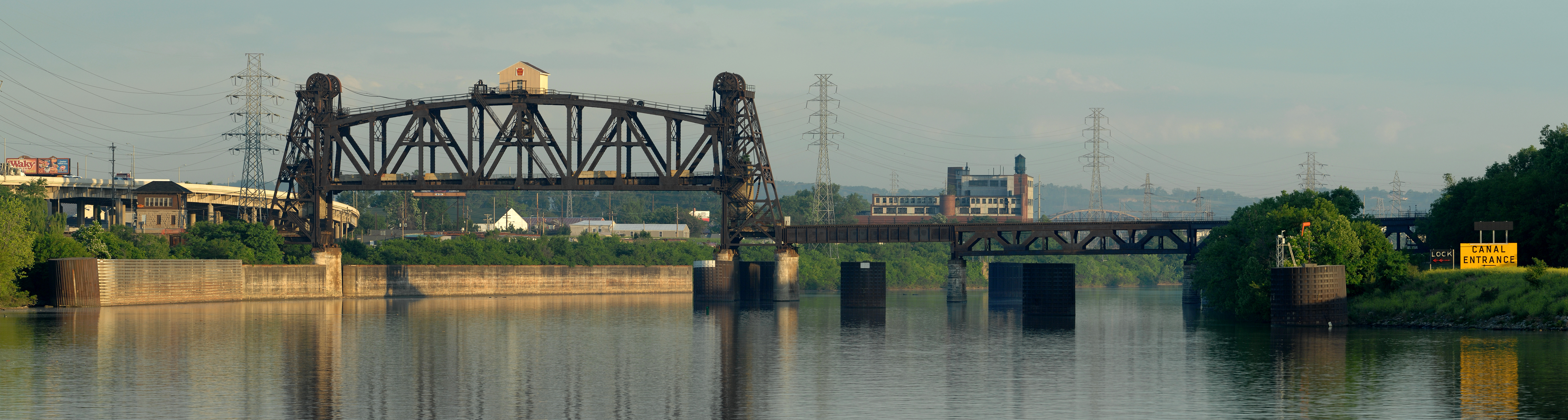
Hubbrücke der Fourteenth Street Bridge in Louisville (1919)

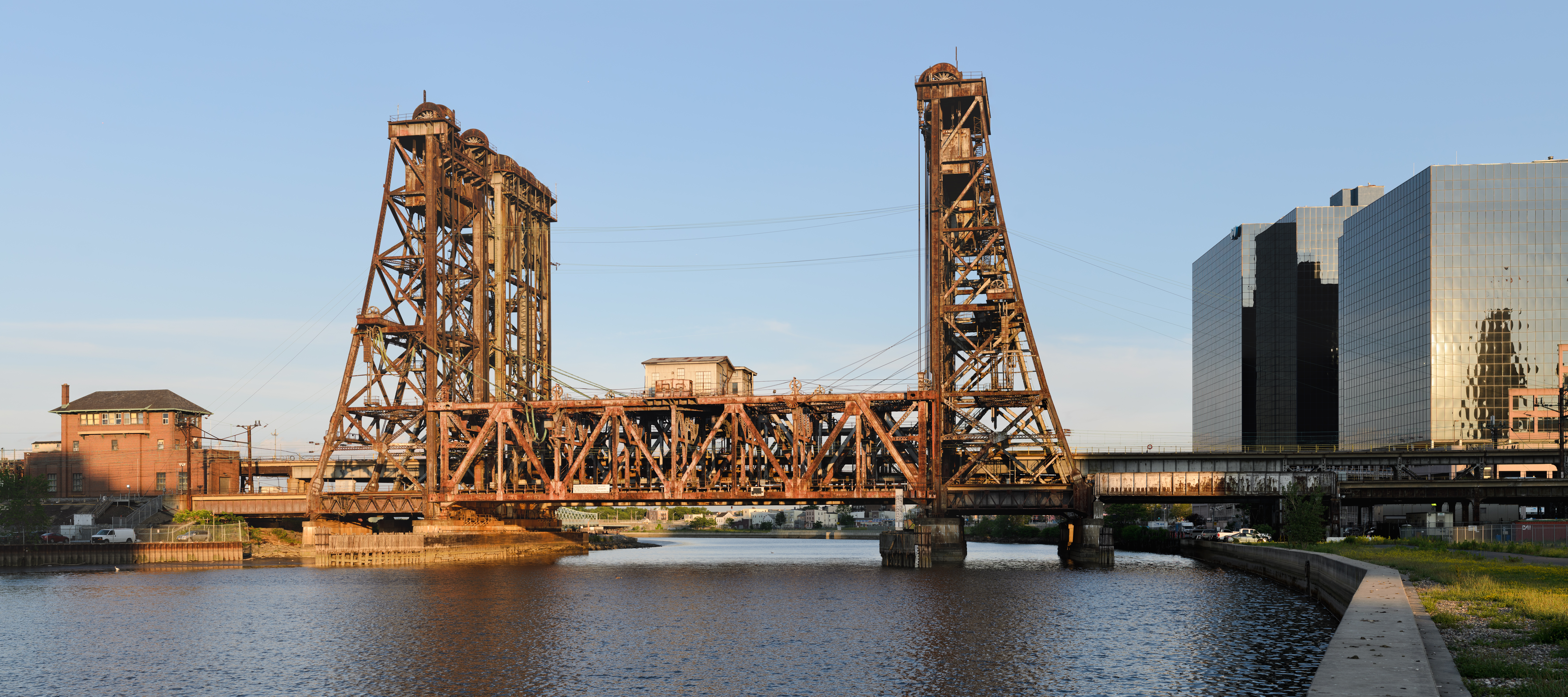
Die zwei Hubbrücken der Dock Bridge in Newark (1935)

Waddell besuchte das Rensselaer Polytechnic Institute in Troy (New York) mit dem Abschluss als Bauingenieur 1875. Danach ging er zurück nach Kanada, wo er zunächst für das Marineamt arbeitete und dann für die Canadian Pacific Railway, bevor er wieder in die USA kam, um in West Virginia Kohlegruben zu planen. 1878 bis 1880 lehrte er am Rensselaer Polytechnic Institute Mechanik, bevor er an der McGill University weiter studierte und für eine Baufirma in Iowa arbeitete. 1882 kam er auf Einladung der japanischen Regierung nach Tokio, wo er an der Kaiserlichen Universität unterrichtete und als Berater fungierte. 1886 war er wieder in den USA und gründete ein Ingenieurbüro in Kansas City (Missouri). 
Er entwickelte eine dampfbetriebene Hubbrücke, zuerst für den Hafen von Duluth (Minnesota) (er gewann mit seinem Entwurf 1892 den Preis der Stadt), wo das Kriegsministerium allerdings Einwände erhob. Stattdessen wurde die Aerial Lift Bridge gebaut, damals als Schwebefähre und erst 1929 in eine Hubbrücke umgewandelt wie ursprünglich von Waddell geplant. Seine erste Hubbrücke realisierte Waddell 1893 in Chicago (South Halsted Street Lift-Bridge, über den Chicago River). Er entwarf später noch mehr als 70 weitere Brücken dieser Bauart. Die zweite baute er 1909 über den Mississippi bei Keithsburg (heute abgerissen), nachdem er 1907 ein Ingenieurbüro mit dem Maschinenbauer John Lyle Harrington gründete (Waddell & Harrington). Bekannt sind ihre ASB Bridge von 1911 und Steel Bridge von 1912. Im Jahr 1914 trennten sich die Wege von Harrington und Waddell. Harrington gründete Harrington, Howard & Ash (seit 1941 Howard, Needles, Tammen & Bergendoff, HNTB) und Waddell mit seinem Sohn 1917 Waddell & Son, die unter anderem die Hubbrücke der Fourteenth Street Bridge (1919) entwarfen. Im Jahr 1927 gründete er das Ingenieurbüro Waddell & Hardesty, das unter anderem die Dock Bridge (1935) entwarf und heute als Hardesty & Hanover fortbesteht. Seit 1920 war er in New York City tätig, wo er bei einigen Brücken beriet (Goethals Bridge, Marine Parkway–Gil Hodges Memorial Bridge).
Zeitweise beriet er die staatliche Eisenbahn in China und unterstützte in dieser Zeit die Bemühungen von MIT und Harvard University, eine chinesische Universität (National Southeastern University) nach amerikanischem Vorbild aufzubauen, was sich dann durch die Kriegswirren zerschlug.
Er war fünffacher Ehrendoktor. Am 16. Dezember 1918 wurde er korrespondierendes Mitglied der Académie des sciences. 1936 wurde er Ehrenmitglied der American Society of Civil Engineers.
Er schrieb Bücher über Brückenbau. Eine von ihm Ende des 19. Jahrhunderts zum Patent angemeldete Brückenkonstruktion ist die Waddell A Fachwerkbrücke.

## Schriften
- The Designing of Ordinary Iron Highway Bridges. Wiley, New York 1884 (Digitalisat der 2. Auflage 1886).
- De Pontibus. A Pocket Book for Bridge Engineers. Wiley, New York 1898 (Digitalisat der 1. Auflage 1898).
- Bridge Engineering. 2 Bände, Wiley, New York 1916 (Digitalisat der 1. Auflage 1916: Band 1, Band 2)
- Economics of Bridge Work, a Sequel to Bridge Engineering. Wiley, New York 1921 (Digitalisat).